# Devecey
Devecey [dəvsɛ] est une commune française située dans le département du Doubs, la région culturelle et historique de Franche-Comté et la région administrative Bourgogne-Franche-Comté.
Ses habitants sont nommés  les Develçois et Develçoises.

### Localisation

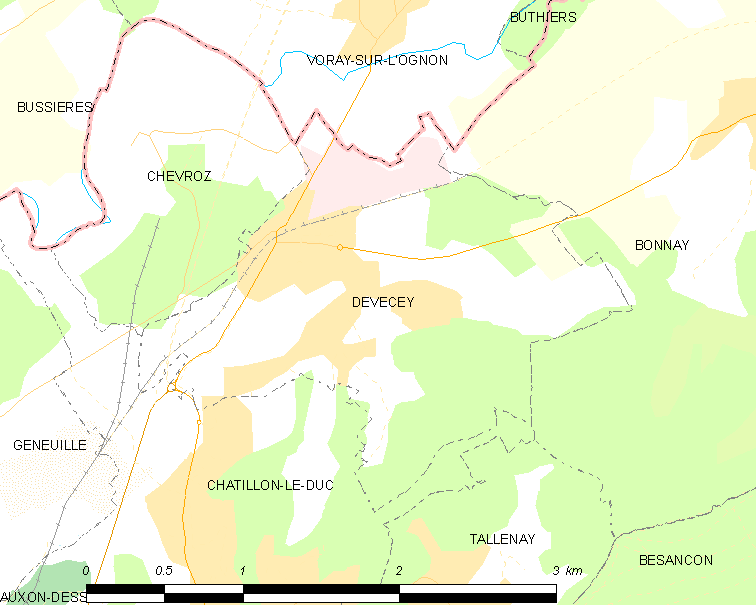
Situation de Devecey.

## Géographie

### Transport
Devecey est située sur la ligne de bus Mobigo Besançon ↔ Vesoul via Voray-sur-l'Ognon, Rioz et Hyet. Arrêt desservi : "Centre Commercial route de Bonnay"

La commune est desservie par la ligne  65  du réseau de transport en commun Ginko.

### Climat
Pour des articles plus généraux, voir Climat de la Bourgogne-Franche-Comté et Climat du Doubs.
En 2010, le climat de la commune est de type climat de montagne, selon une étude du Centre national de la recherche scientifique s'appuyant sur une série de données couvrant la période 1971-2000. En 2020, Météo-France publie une typologie des climats de la France métropolitaine dans laquelle la commune est exposée à un climat semi-continental et est dans la région climatique Jura, caractérisée par une forte pluviométrie en toutes saisons (1 000 à 1 500 mm/an), des hivers rigoureux et un ensoleillement médiocre.
Pour la période 1971-2000, la température annuelle moyenne est de 10,8 °C, avec une amplitude thermique annuelle de 17,4 °C. Le cumul annuel moyen de précipitations est de 1 081 mm, avec 13 jours de précipitations en janvier et 9,3 jours en juillet. Pour la période 1991-2020, la température moyenne annuelle observée sur la station météorologique de Météo-France la plus proche, « Besançon », sur la commune de Besançon à 9 km à vol d'oiseau, est de 11,4 °C et le cumul annuel moyen de précipitations est de 1 157,0 mm. 
La température maximale relevée sur cette station est de 40,3 °C, atteinte le 28 juillet 1921 ; la température minimale est de −20,7 °C, atteinte le 9 janvier 1985,,.
Les paramètres climatiques de la commune ont été estimés pour le milieu du siècle (2041-2070) selon différents scénarios d'émission de gaz à effet de serre à partir des nouvelles projections climatiques de référence DRIAS-2020. Ils sont consultables sur un site dédié publié par Météo-France en novembre 2022.

## Urbanisme

### Typologie
Au 1er janvier 2024, Devecey est catégorisée ceinture urbaine, selon la nouvelle grille communale de densité à 7 niveaux définie par l'Insee en 2022.
Elle appartient à l'unité urbaine de Besançon, une agglomération intra-départementale dont elle est une commune de la banlieue,. Par ailleurs la commune fait partie de l'aire d'attraction de Besançon, dont elle est une commune de la couronne,. Cette aire, qui regroupe 310 communes, est catégorisée dans les aires de 200 000 à moins de 700 000 habitants,.

### Occupation des sols
L'occupation des sols de la commune, telle qu'elle ressort de la base de données européenne d’occupation biophysique des sols Corine Land Cover (CLC), est marquée par l'importance des territoires agricoles (40,3 % en 2018), en diminution par rapport à 1990 (52,8 %). La répartition détaillée en 2018 est la suivante :
forêts (28,4 %), zones urbanisées (24,1 %), zones agricoles hétérogènes (20 %), prairies (16,6 %), zones industrielles ou commerciales et réseaux de communication (7,2 %), terres arables (3,7 %). L'évolution de l’occupation des sols de la commune et de ses infrastructures peut être observée sur les différentes représentations cartographiques du territoire : la carte de Cassini (XVIIIe siècle), la carte d'état-major (1820-1866) et les cartes ou photos aériennes de l'IGN pour la période actuelle (1950 à aujourd'hui).

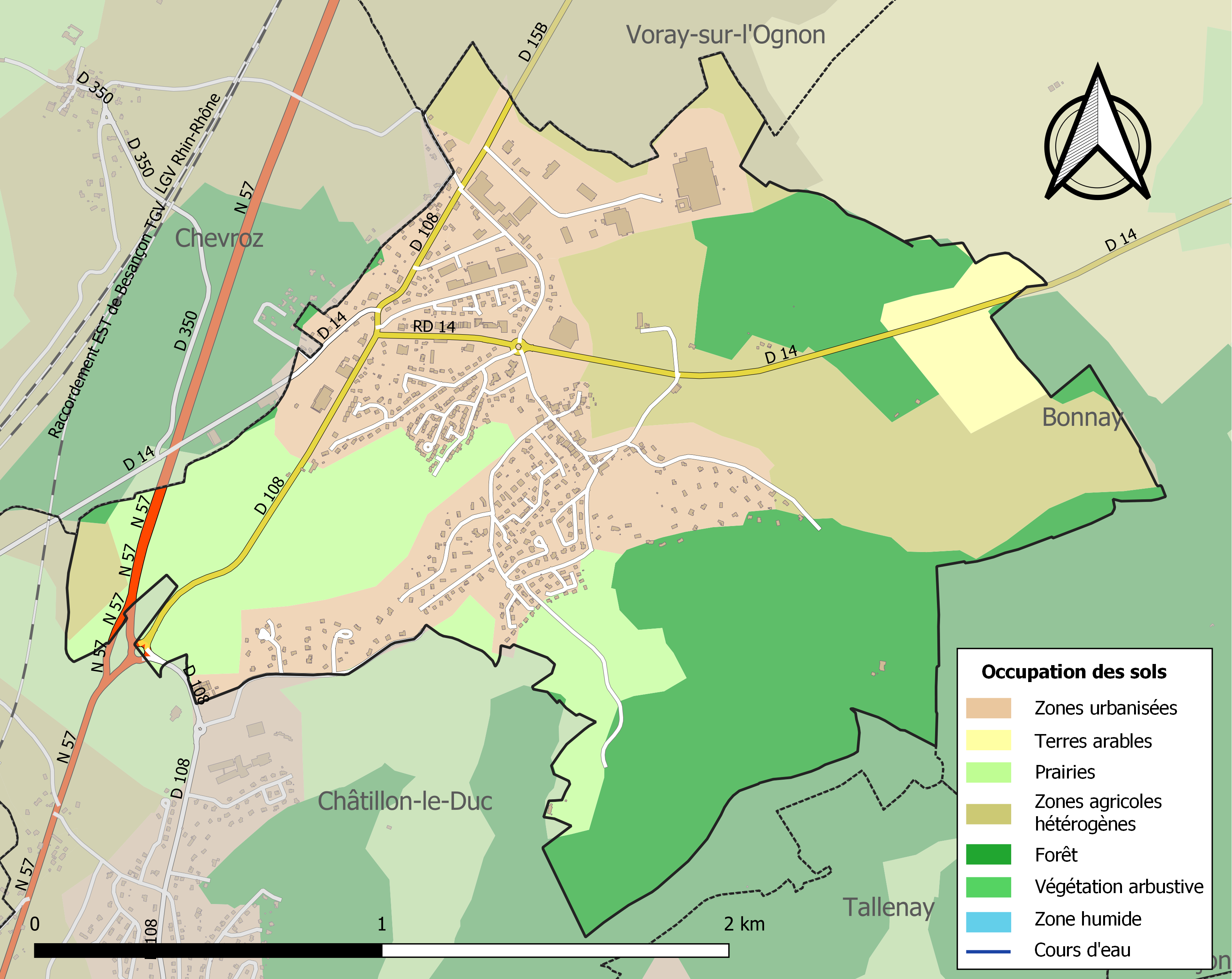
Carte des infrastructures et de l'occupation des sols de la commune en 2018 (CLC).

## Toponymie
Devese en 1203 ; Deveyse en 1226 ; Dyvisse en 1232 ; Divisse en 1235 ; Divisseyo en 1244 ; Divissey en 1273 ; Devissey en 1436.

## Héraldique
| Blason de Devecey | Blason  | Un cœur transpercé de deux flèches basses passées en sautoir. |
| Blason de Devecey | Détails | Le statut officiel du blason reste à déterminer.              |

## Politique et administration
| Période                                  | Période    | Identité       | Étiquette | Qualité |
| ---------------------------------------- | ---------- | -------------- | --------- | ------- |
| avant 1995                               | ?          | Jean Manet     |           |         |
| mars 2008                                | 2014       | Yves Guidat    |           |         |
| 2014                                     | 2022       | Michel Jassey  |           |         |
| avril 2022                               | avril 2023 | Gérard Monnien |           |         |
| Juin 2023                                | En cours   | Gérard Monnien |           |         |
| Les données manquantes sont à compléter. |            |                |           |         |

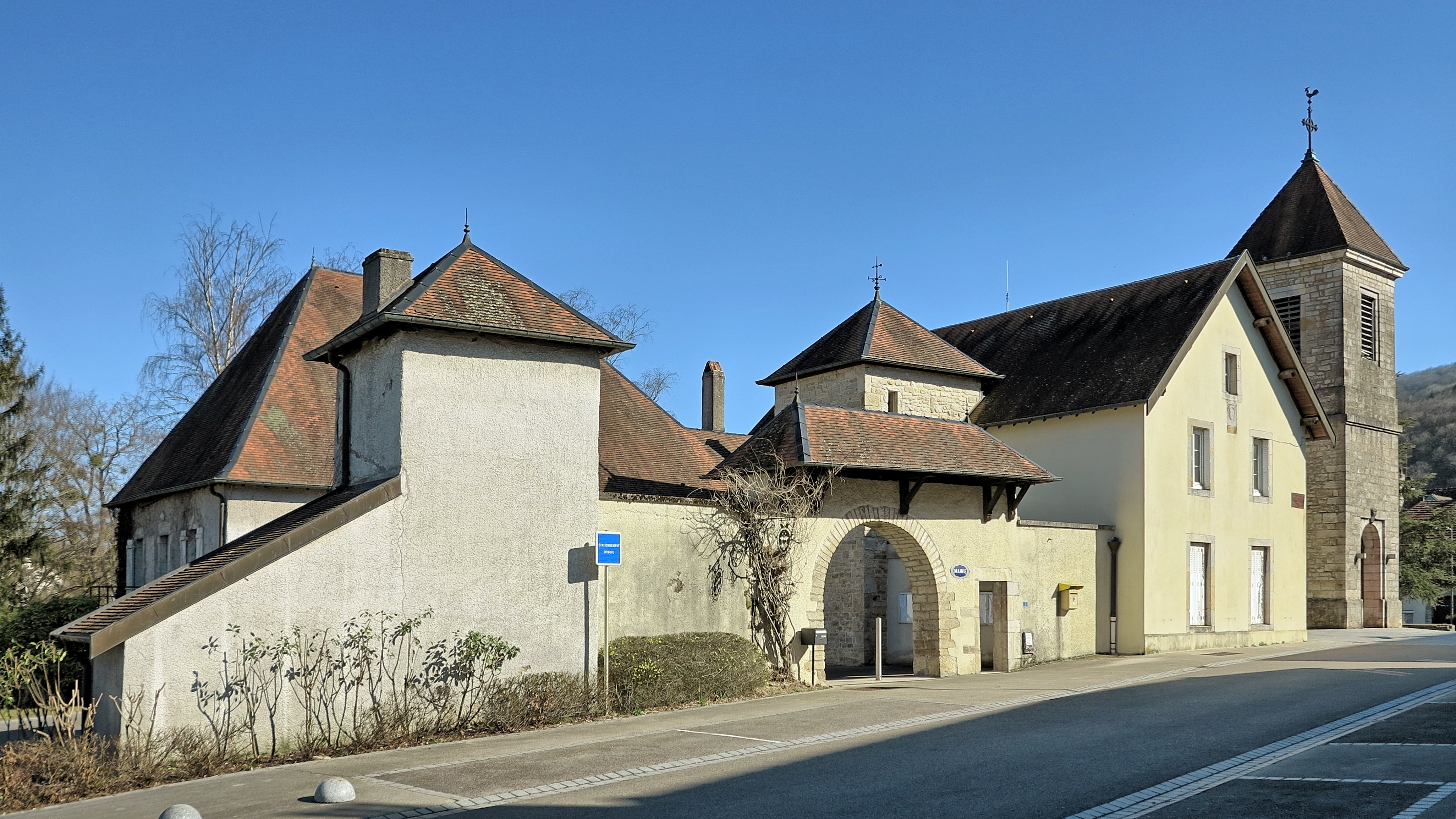
La mairie.

La commune rejoint Grand Besançon Métropole le 1er janvier 2017.

## Démographie
L'évolution du nombre d'habitants est connue à travers les recensements de la population effectués dans la commune depuis 1793. Pour les communes de moins de 10 000 habitants, une enquête de recensement portant sur toute la population est réalisée tous les cinq ans, les populations de référence des années intermédiaires étant quant à elles estimées par interpolation ou extrapolation. Pour la commune, le premier recensement exhaustif entrant dans le cadre du nouveau dispositif a été réalisé en 2005.

En 2022, la commune comptait 1 314 habitants, en évolution de −9 % par rapport à 2016 (Doubs : +1,88 %, France hors Mayotte : +2,11 %).
| 1793 | 1800 | 1806 | 1821 | 1831 | 1836 | 1841 | 1846 | 1851 |
| ---- | ---- | ---- | ---- | ---- | ---- | ---- | ---- | ---- |
| 256  | 221  | 207  | 149  | 205  | 222  | 213  | 203  | 197  |

| 1856 | 1861 | 1866 | 1872 | 1876 | 1881 | 1886 | 1891 | 1896 |
| ---- | ---- | ---- | ---- | ---- | ---- | ---- | ---- | ---- |
| 177  | 177  | 201  | 218  | 242  | 224  | 209  | 182  | 178  |

| 1901 | 1906 | 1911 | 1921 | 1926 | 1931 | 1936 | 1946 | 1954 |
| ---- | ---- | ---- | ---- | ---- | ---- | ---- | ---- | ---- |
| 184  | 154  | 157  | 166  | 142  | 156  | 186  | 156  | 222  |

| 1962 | 1968 | 1975 | 1982 | 1990  | 1999  | 2005  | 2006  | 2010  |
| ---- | ---- | ---- | ---- | ----- | ----- | ----- | ----- | ----- |
| 276  | 444  | 702  | 955  | 1 401 | 1 423 | 1 447 | 1 439 | 1 350 |

| 2015  | 2020  | 2022  | - | - | - | - | - | - |
| ----- | ----- | ----- | - | - | - | - | - | - |
| 1 424 | 1 343 | 1 314 | - | - | - | - | - | - |

## Culture locale et patrimoine

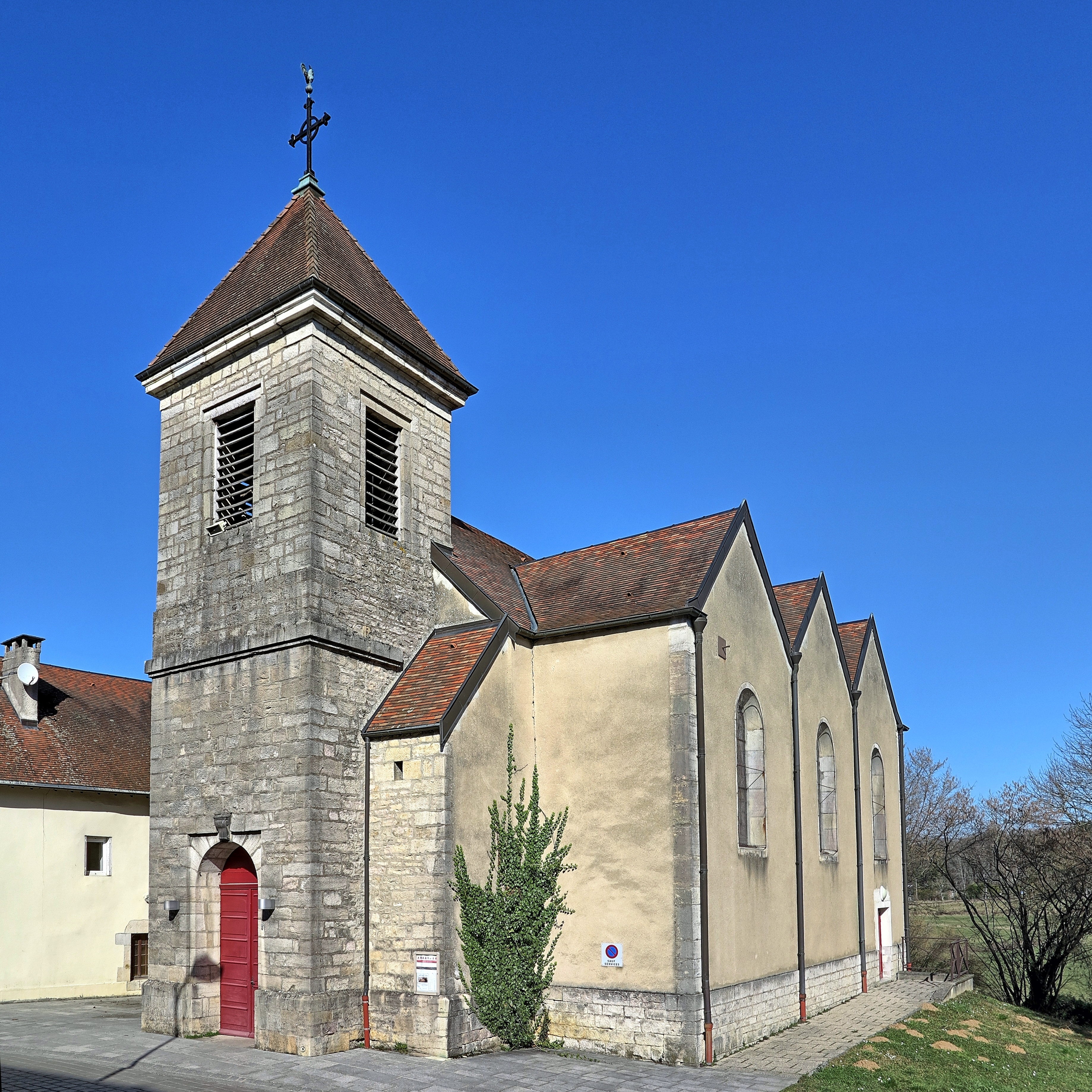
L'église.

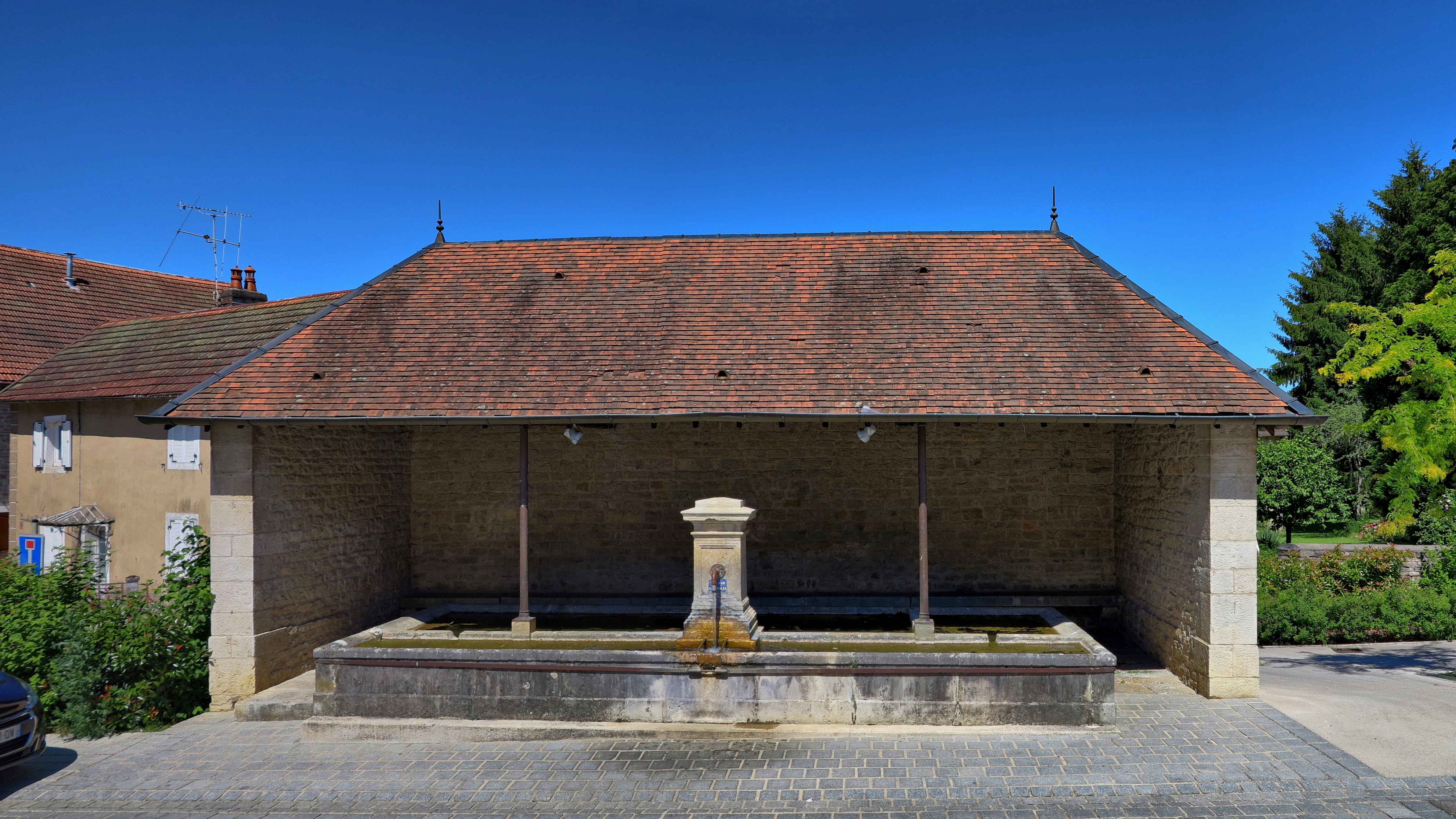
Le lavoir-abreuvoir.

### Lieux et monuments
- L'église Saint-Lazare.
- La fontaine-lavoir-abreuvoir.

### Personnalités liées à la commune
- Jean Fournier (1925-1944), résistant.
- Michel Bourgeois, professeur retraité, élu député en remplacement de Paulette Guinchard-Kunstler (2001-2002).